# Verschaeve & Truffaut

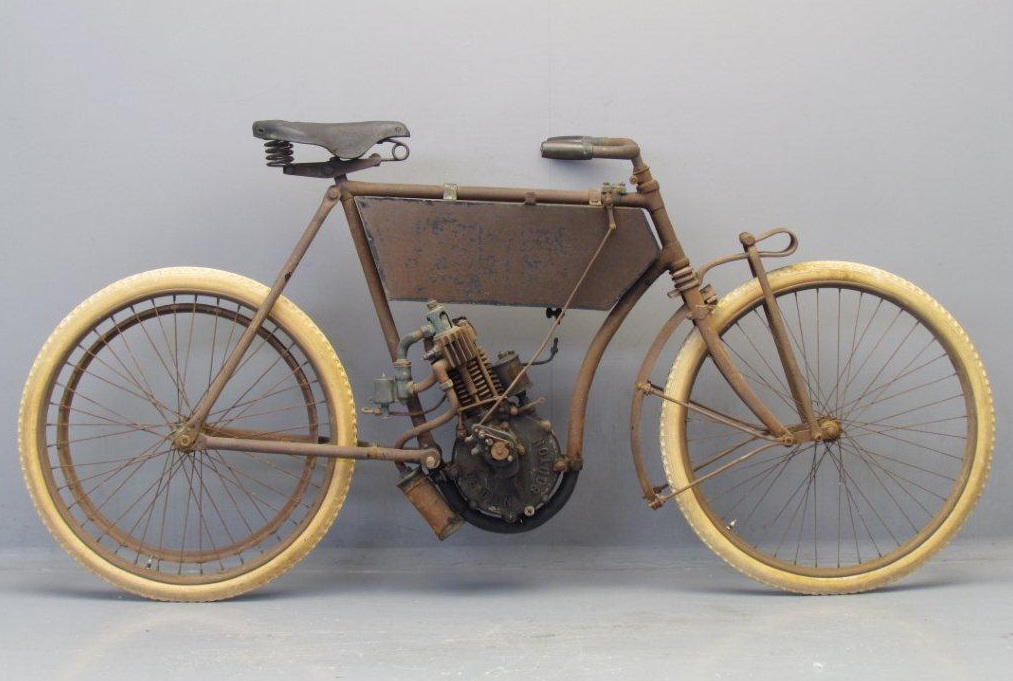
Verschaeve & Truffaut uit 1902 met een 400 cc De Dion-Bouton AIV motor

Verschaeve & Truffaut is een Belgisch historisch merk van motorfietsen.
Fernand Verschaeve was aanvankelijk fabrieksrijder bij Saroléa. Waarschijnlijk in 1902 ging hij in Herstal samen met Truffaut eencilinder en V-twin-motorfietsen produceren, waarvan de motorblokken nog erg op die van Saroléa leken, maar de eerste modellen hadden motoren van De Dion-Bouton. Deze motorfietsen ontbeerden elke vorm van vering en hadden Loop Frames en riemaandrijving. Dat waren in die tijd normale zaken, maar het ontbreken van spatborden duidt erop dat ze vooral voor wedstrijden gebouwd werden.